# Ichneumon constrictus
Ichneumon constrictus là một loài tò vò trong họ Ichneumonidae.